# Brzozówka (województwo kujawsko-pomorskie)
Brzozówka – wieś w Polsce położona w województwie kujawsko-pomorskim, w powiecie toruńskim, w gminie Obrowo. Nazwa miejscowości została prawdopodobnie wzięta od rosnących brzóz, które dawno zajmowały tu duży obszar.
W latach 1975–1998 miejscowość administracyjnie należała do województwa toruńskiego. Według danych Urzędu Gminy Obrowo (31.12.2018 r.) liczyła 2150 mieszkańców. Jest drugą co do wielkości (po Głogowie) miejscowością gminy Obrowo.

## Części wsi
| SIMC    | Nazwa    | Rodzaj    |
| ------- | -------- | --------- |
| 0847357 | Pustynia | część wsi |

W Brzozówce zachowała się do dziś część z 21 schronów wybudowanych tam przez przygotowujące się do odparcia ofensywy Armii Czerwonej okupacyjne jednostki niemieckie w ramach odcinka obrony Pierścień Toruński w 1944 roku. W tym samym roku budowano je również w innych podtoruńskich miejscowościach, w Ostaszewie, Olku pod Dybowem, w Otłoczynie i innych miejscach. Po wojnie służyły do celów gospodarczych lub zostały w pierwotnym stanie. Fortyfikacji tych nie należy mylić z twierdzą Toruń z czasów zaboru pruskiego, tj. sprzed roku 1918.